# Lucas Cavallini
Lucas Daniel Cavallini (Toronto, 28 dicembre 1992) è un calciatore canadese, attaccante del Puebla.

## Biografia
Cavallini è figlio di un argentino emigrato in Canada all'età di 14 anni, mentre la madre è canadese. A sedici anni emigrò in Uruguay dove iniziò la sua carriera calcistica nelle file del Nacional.

## Carriera

### Nazionale
Ha esordito con la nazionale maggiore canadese il 15 agosto 2012 nell'amichevole vinta 2-0 contro Trinidad e Tobago.

## Palmarès

### Club

#### Competizioni nazionali
- Canadian Championship: 1

Vancouver Whitecaps: 2022